# 24 (album)
Albums de La Fève
ERRR
(2021)
24 est la deuxième mixtape studio du rappeur français La Fève sorti le 22 décembre 2023.

## Présentation
Le 23 novembre 2023 sort le premier extrait de l'album intitulé Loyal, annonçant un retour. Le morceau est accompagné d'un clip.
Le projet comporte 18 pistes accompagné de 2 pistes bonus. Il comprend des collaborations avec les rappeurs Yung L.A., Knucks, Tiakola & Zequin.

## Liste des pistes
| No  | Titre                       | Producteur(s)                            | Durée |
| --- | --------------------------- | ---------------------------------------- | ----- |
| 1.  | ZAY INTRO                   | Zaytoven                                 | 1:44  |
| 2.  | 7W                          | Moon, icey, ToddGleeFul & FREAKEY!       | 2:09  |
| 3.  | ZAZA PART. 2                | Kosei & Lyele Gwapo                      | 2:33  |
| 4.  | RIP KEED                    | Zaytoven                                 | 2:19  |
| 5.  | TYPE SHIT (feat. Yung L.A.) | Kosei & Lyele Gwapo                      | 2:56  |
| 6.  | 24                          | Tarik Azzouz, Lyele Gwapo & Mighty Max   | 3:23  |
| 7.  | NOSTALGIQUE INTERLUDE       | Kosei & D1gri                            | 2:21  |
| 8.  | MA CHIENNE DE TRAPLIFE      | Kosei & Louis Marguier                   | 4:07  |
| 9.  | HOMESTUDIO                  | Kosei & Lyele Gwapo                      | 2:41  |
| 10. | QUI ? (feat. Knucks)        | Kosei & Lyele Gwapo                      | 3:12  |
| 11. | SUITE                       | Kosei & Tarik Azzouz                     | 2:52  |
| 12. | LOYAL                       | Kosei, Tarik Azzouz & Louis Marguier     | 3:48  |
| 13. | 500 (feat. Tiakola)         | Kosei, Tarik Azzouz, Lyele Gwapo & D1gri | 2:49  |
| 14. | NAVRÉ                       | Kosei, Ody & D1gri                       | 2:08  |
| 15. | OUVRE LA PORTE!             | Fakri Jenkins, Lyele Gwapo & FREAKEY!    | 1:45  |
| 16. | RIP DOLPH (feat. Zequin)    | Kosei, Tarik Azzouz & Lyele Gwapo        | 3:11  |
| 17. | DJ                          | Kosei & Lyele Gwapo                      | 3:42  |
| 18. | OUTRO                       | FREAKEY! & Tommy Parker                  | 4:41  |

| 1. | SHAWTY   | Lyele Gwapo & FREAKEY! | 2:52 |
| 2. | SAMESHIT | Rosaliedu38 & Neophron | 3:17 |

Notes
- LOYAL contient des voix additionnelles de Tiakola[3].
- Dans OUTRO, La Fève se livre à la fin du morceau à un discours critique vis-à-vis de la scène new wave française qu'il a selon ses dires, lui même initié[3].

## Clips vidéos
- LOYAL : 23 novembre 2023

## Classements et certifications

### Classement hebdomadaire
| Classements                  | Meilleure position |
| ---------------------------- | ------------------ |
| Belgique (Wallonie Ultratop) | 3                  |
| France (SNEP)                | 2                  |
| Suisse (Schweizer Hitparade) | 4                  |

### Classement semestriel
| Classement (2024) | Position |
| ----------------- | -------- |
| France (SNEP)     | 37       |

### Certifications et ventes
| Région        | Certification | Ventes/Streams |
| ------------- | ------------- | -------------- |
| France (SNEP) | Or            | 50 000         |